# Тростянецкий сельский совет (Ичнянский район)
Тростянецкий сельский совет (укр. Тростянецька сільська рада) — входит в состав
Ичнянского района
Черниговской области
Украины.
Административный центр сельского совета находится в 
пос. Тростянец.

## Населённые пункты совета
- пос. Тростянец
- с. Барвинково
- с. Верескуны